# Мария Стюарт (1605—1607)
Мари́я Стю́арт (англ. Mary Stuart; 8 апреля 1605, Гринвич — 16 сентября 1607, Мидлсекс) — шотландская принцесса, дочь короля Якова I и Анны Датской. Мария стала первым ребёнком Якова, рождённым после его восшествия на английский престол, и первым королевским ребёнком за последние три четверти века. Умерла в возрасте двух лет и пяти месяцев от пневмонии.

## Биография

### Происхождение
Мария появилась на свет примерно в полночь 8 апреля 1605 года во дворце Плацентия в Гринвиче и была третьей из четырёх дочерей и шестым из семи детей короля Англии и Шотландии Якова I и его жены принцессы из Ольденбургской династии Анны Датской. Поскольку двое детей королевской четы, Маргарита и Роберт, умерли до рождения Марии, она была второй дочерью и четвёртым ребёнком королевской четы; также на протяжении всей своей недолгой жизни, с перерывом на два дня в июне 1606 года, она была младшим ребёнком в семье. По отцу девочка была внучкой королевы Шотландии Марии Стюарт и её второго мужа Генри Стюарта, лорда Дарнли; по матери — короля Дании Фредерика II и Софии Мекленбург-Гюстровской.
Поскольку девочка стала первым ребёнком Якова, рождённым после его вступления на английский трон, и фактически первой принцессой Великобритании, её появления на свет с большим нетерпением ждали жители обоих королевств. Задолго до рождения Марии в аристократической среде разгорелись ожесточённые споры относительно распределения мест при дворе будущего члена королевского дома. В это же время по приказу Якова I для будущего принца или принцессы создавался собственный гардероб из бархата, шёлка и тафты. Все приготовления к рождению Марии обошлись короне в 300 фунтов.

### Жизнь
Хотя многие ожидали, что королева Анна родит сына, появление на свет девочки всё равно вызвало повсеместную радость во всех владениях Якова: зажигались многочисленные костры в честь Марии, а в церквях целый день звонили колокола и происходили разного рода празднования. Ещё одним поводом для радости стал тот факт, что Мария стала первым ребёнком английского монарха, рождённым за последние три четверти века (предыдущим был Эдуард VI, появившийся на свет в 1537 году). По слухам, весь следующий после рождения Марии день Яков I пил за здоровье жены и дочери из золотого кубка. В письмах к своим родственникам, объявляющих о рождении принцессы, Яков писал, что Мария — «самый прекрасный младенец». Обыгрывая ещё неутверждённое имя принцессы, Яков говорил, что «если бы он не молился Деве Марии, то молился бы за неё».
Подготовка к крещению принцессы началась сразу после её рождения. Местом для церемонии выбрали часовню дворца Плацентия, которую задрапировали зелёным бархатом с золотым узором; датой крещения Марии выбрали 5 мая. Во время церемонии девочку на руках держала Элизабет де Вер, графиня Дерби, которую сопровождали двое неназванных графов. Мария была облачена в пурпурную мантию с длинным шлейфом, обшитую по краям золотом и подбитую горностаем; шлейф одеяния принцессы был настолько длинным, что, несмотря на то, что его несли два графа, он всё равно влачился по земле. Церемонией руководил архиепископ Кентерберийский Ричард Бэнкрофт, которому помогали двое священников. Восприемниками принцессы стали Ульрих, герцог Гольштейна (брат королевы Анны), леди Арабелла Стюарт (троюродная сестра короля Якова I) и графиня Нортумберленд (супруга могущественного графа Генри Перси). После церковной церемонии был устроен банкет в приёмных покоях короля и королевы. Король в связи с этим событием подарил жене красивые украшения и создал ряд новых пэрств.
Мария была передана на попечение сэра Томаса Найвета и его жены Элизабет Хейуорд, проживавших в поместье Стэнуэлл-парк в Мидлсексе, куда 1 июня была перевезена принцесса (чуть позже сэр Томас сыграл не последнюю роль в срыве Порохового заговора). Питание и содержание Марии и её слуг, в числе которых были шесть человек, обязанных качать колыбель, и несколько других слуг, обходились короне в 20 фунтов в неделю. Король лично выплачивал жалование слугам Марии, расходы на переезд из одного дома в другой, услуги учителя верховой езды, содержание лошадей и прочие подобные расходы. Жена Найвета с большим усердием выполняла обязанности по уходу за маленькой принцессой всю её недолгую жизнь.

### Смерть
В возрасте около семнадцати месяцев Мария сильно простудилась, и вскоре проявились тревожные симптомы пневмонии в виде постоянной лихорадки. К постели больной была вызвана королева Анна, которая, хотя и не осталась рядом с младшей дочерью до её кончины, стала часто навещать её. Однако ни забота матери, ни лекарства не помогали.
Очевидец смерти принцессы позднее сообщал: «такова была её смерть, что она породила своего рода восхищение в нас всех, кто присутствовал при этом. Ибо, несмотря на то, что органы её речи из-за изнурительной и утомительной болезни были настолько сильно ослаблены, что в течение двенадцати или четырнадцати часов, по крайней мере, не было слышно ни одного слова, слетавшего с её губ; всё же, когда появилось осмысление, что скоро наступит мирный конец хлопотной жизни, она выдохнула слова Я иду! Я иду! и, когда кто-то из слуг вскоре после этого подошёл к ней, она строго глядя на них снова повторила: Прочь, я иду! И затем, в третий раз, непосредственно перед тем, как она передала себя, милую девственную жертву, Тому́, кто создал её, она слабо воскликнула: Я иду, я иду! Тем более странным показалось нам то, что мы слышали, потому что было почти невероятным, что так много энергии все ещё оставалось в таком слабом теле; и хотя она использовала много других слов во время своего конца, теперь (как будто под руководством сверхъестественного вдохновения) она так чётко произносила эти и только эти».
Сразу после смерти Марии, произошедшей 16 сентября (по другим данным — 16 декабря) 1607 года, к королеве в Хэмптон-корт были посланы графы Вустер, Лестер и Тотнес. Как только Анна увидела их, она сразу поняла, что произошло, и избавила графов от необходимости рассказывать ей о случившемся. Затем Анна пожелала, чтобы о смерти Марии сообщили королю, а также подготовили всё необходимое к вскрытию и предстоящим похоронам. 23 сентября забальзамированное тело принцессы было перевезено в Вестминстерское аббатство и без всяких церемоний в частном порядке погребено напротив могилы младшей сестры Марии принцессы Софии в капелле Генриха VII.
На могиле Марии была возведена эффигия из белой слоновой кости работы фламандского скульптора Максимилиана Кольта: маленькая девочка лежит на подушке, опершись на неё левой рукой; девочка облачена в платье с корсажем по взрослой моде с воротником Медичи и французским чепцом. По углам гробницы, украшенной фруктами, лентами и гербами из алебастра, располагаются четверо херувимов, а у ног Марии лежит королевский лев. На надгробии с ошибками в вычислениях и датах была вырезана надпись на латыни: «Я, Мария, дочь Якова, короля Великобритании, Франции и Ирландии, и королевы Анны, принята на небеса в раннем детстве, обретя радость для себя, но принеся горе моим родителям, 16 декабря 1607. Празднуйте, скорбите: она прожила только 1 год 5 месяцев и 88 дней». В 1957 году гробницы Марии и Софии были отреставрированы и перекрашены.